# Дэвис, Стивен
Сти́вен Дэ́вис (англ. Steven Davis; род. 1 января 1985[…], Баллимина) — североирландский футболист, полузащитник. Выступал за сборную Северной Ирландии. Рекордсмен сборной Северной Ирландии и всех британских сборных по количеству сыгранных матчей (140).

## Клубная карьера
Дэвис вступил в ряды своего любимого клуба детства «Рейнджерс» из города Глазго в январе 2008 года на правах аренды. До этого выступал за английские «Астон Виллу» и «Фулхэм». Во время срока своей аренды Дэвис сыграл 26 раз и забил один гол — в ворота «Вердера» в Кубке УЕФА. Играл в финале Кубка УЕФА, проигранном «Зениту» со счётом 0:2. Сыграл важную роль в завоевании подопечными Уолтера Смита Кубка лиги и Кубка Шотландии.
Дэвис оформил полноценную сделку с «Рейнджерс», и первый полный сезон на «Айброкс» принёс ему удовольствие. Он был признан одноклубниками лучшим игроком года.
6 июля 2012 года Дэвис перешёл в клуб английской Премьер-лиги «Саутгемптон», подписав контракт на 3 года.
6 января 2019 года вернулся в «Рейнджерс» на правах аренды до конца сезона 2018/19.
18 мая 2022 года вновь участвовал в финале Лиги Европы УЕФА 2022, проигранном «Айнтрахту» со счётом 1:1 (4:5 по пенальти).

## Карьера в сборной
31 марта 2021 года вышел в составе сборной Северной Ирландии в домашнем матче третьего тура отборочного турнира чемпионата мира 2022 против сборной Болгарии (0:0), проведя свой 126-й матч в национальной команде. Дэвис стал рекордсменом стран Великобритании (Англии, Шотландии, Уэльса и Северной Ирландии) по числу матчей за сборную, превзойдя рекорд бывшего вратаря сборной Англии Питера Шилтона (125 матчей за национальную команду), который держался с 1990 года.

## Тренерская карьера
В октябре 2023 года стал новым главным тренером шотландского клуба «Рейнджерс», на момент вступления в должность формально не завершив профессиональную карьеру футболиста.

## Достижения

### Командные
«Рейнджерс»
- Чемпион шотландской Премьер-лиги (4): 2008/09, 2009/10, 2010/11, 2020/21
- Обладатель Кубка Шотландии (2): 2007/08, 2008/09
- Обладатель Кубка шотландской лиги (3): 2007/08, 2009/10, 2010/11

Итого: 9 трофеев

### Личные
- Игрок месяца шотландской Премьер-лиги (2): январь 2010, сентябрь 2011
- Игрок года по версии футболистов Профессиональной футбольной ассоциации Шотландии: 2010

## Рекорды
- Рекордсмен по матчам за сборную Северной Ирландии: 140